# Knut Nordholm
Knut Axel Harald Nordholm, född den 24 augusti 1902 i Hammar, Kristianstads kommun, död den 5 januari 1981 i Malmö, var en svensk sabelfäktare och polisman.
Nordholm började som löpare (framförallt 800 m) och tävlade för Malmö AI, men då han fick anställning hos malmöpolisen 1927 (efter att ha varit stamanställd vid Kronprinsens husarregemente) gick han i stället in för polisidrotten i Malmö polismäns gymnastik- och idrottsförening (grundad 1912). Under 1930-talet började han med fäktning (polisen bar sabel på den tiden och Malmö Fäktklubb av 1919, som hade anställt en fransk tränare, Roger Hubert, 1928, kontaktade MPGIF) och togs ut till det svenska sabellaget vid de olympiska spelen i Berlin 1936, vilket dock inte hade någon framgång (laget blev utslaget i omgång 2). 1936 och  1937 gick han till final i sabel vid SM, där han mötte Prins Gustaf Adolf och förlorade. Prinsen och Nordholm möttes senare flera gånger och än vann den ene och än den andre. Nordholm blev svensk sabelmästare individuellt fyra gånger (1942, 1945, 1947 och 1949) och i lag tio gånger (1942, 1946-1951, 1953, 1954 och 1956) - därtill tog han åtta individuella SM-silver och ett brons. Nordholm deltog även vid världsmästerskapen 1951 men blev utslagen i försöken både individuellt och i lag. Vid Nordiska mästerskapen 1949 i Oslo tog han silver både individuellt och i lag.
Knut Nordholm tilldelades Rundturens guldmedalj 1946.
Under andra världskriget samarbetade kriminalöverkonstapel Nordholm med danska motståndsmän och medverkade bland annat till att många flyktingar kunde ta sig över Öresund till Sverige. För sina insatser tilldelades han Christian X:s frihetsmedalj och Röda korsets förtjänsttecken.
Efter karriären (han var 54 år gammal då han tog SM-guld i lag den 10 december 1956!) fortsatte Nordholm som ledare (han satt i föreningsstyrelen sedan 1936) i Malmö Polismäns GIF och föreningen fortsatte att dominera svensk sabelfäktning under hans ordförandeskap till dess att polisen omorganiserades i mitten av 1960-talet (Rikspolisstyrelsen skapades 1964 och sabeln försvann som tjänstevapen 1965). Efter det att han lämnade ordförandeposten dog intresset för sabelfäktning i föreningen på några år i början av 1970-talet (sista gulden, individuellt och lag, togs vid SM 1966 och de sista medaljerna, brons i lag och individuellt, 1973).
Knut Nordholm gifte sig den 1 november 1941 med Signe Agnes Valborg Jönsson (1908-2002).